# Military Armament Corporation
Military Armament Corporation (MAC) — оружейная компания, основанная американскими изобретателями Г. Инграмом и М. Вербеллом. Занималась разработкой и производством лёгкого стрелкового оружия, получила широкую известность после создания пистолетов-пулемётов MAC-10 и MAC-11. В 1970 году безуспешно пыталась заинтересовать моделью MAC-10 ВС и ВМФ США для замены автоматического пистолета M1911. Несмотря на низкую цену, все представленные модели не соответствовали предъявленным требованиям, прежде всего — по кучности автоматической стрельбы и управляемости оружием.
Прекратила производство оружия в 1973 году и в 1975 объявила о своем банкротстве.